# Aérodrome de Vittel - Champ de courses
L'aérodrome de Vittel - Champ de courses (code OACI : LFSZ) est un ancien aérodrome civil, situé à Vittel dans les Vosges (Lorraine).

## Histoire
L'aérodrome de Vittel - Champ de courses est établi le 21 mai 1955 par la Société générale des eaux minérales de Vittel (SGEMV). Il tient son nom de sa proximité avec l'hippodrome.
L'aérodrome est fermé le 18 octobre 2004. C'est le dernier aérodrome de la région de Vittel à fermer après Vittel - Contrexeville et Vittel - Auzainvilliers.

## Installations
L’aérodrome disposait d’une piste en herbe orientée nord-ouest/sud-est (14/32), longue de 1 200 mètres et large de 75.